# خط مشترك رقمي متعدد المنافذ

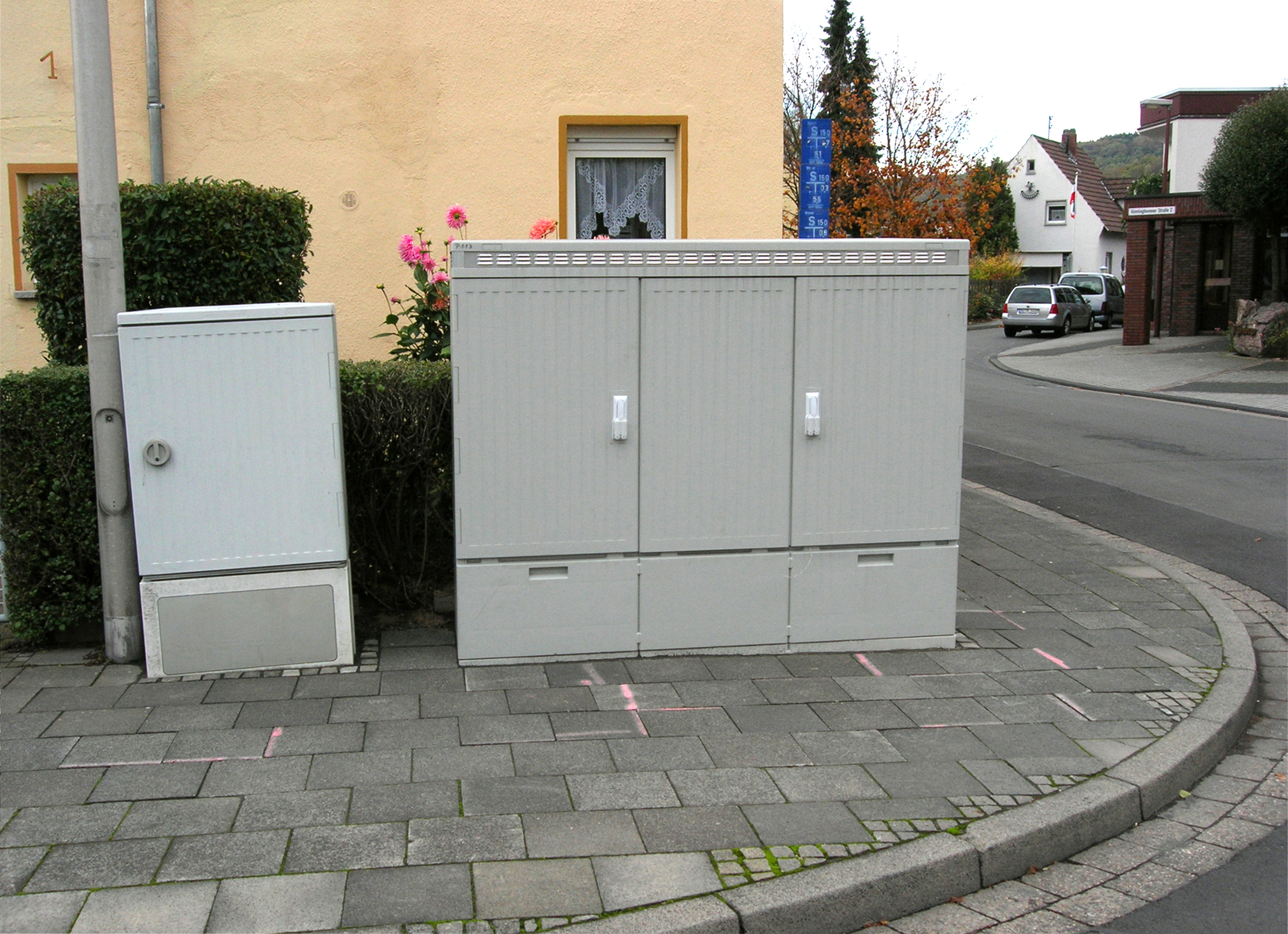

هو عبارة عن جهاز شبكات يكون غالبا عند بدالات الهاتف، المكلفة بتوفير تبادلات رقمية سريعة لدى مستخدمي خط المشترك الرقمي بواسطة تقنية الإرسال المتعدد

## دور الخط المشترك الرقمي متعدد المنافذ
يقوم الخط المشترك الرقمي متعدد المنافذ بتجميع البيانات القادمة على شكل إشارة مركبة وفق أسلوب الإرسال متعدد. عبر أسلوب النقل اللاتزامني، تبديل الأطر وبروتوكول الإنترنت
لتصل المواد المجمعة لمختلف المستخدمين إلى العمود الفقري للشبكة بمعدل 10 جيغابايت في الثانية تقريبا.
يتعامل الخط المشترك الرقمي متعدد المنافذ كمبدل شبكة مادام الوصيف حسب نموذج الاتصال معياري، فهو يتعامل بين مزود خدمة الإنترنت و كل مستخدم على حدة (المودم)
قد يتم تثبيت الخط المشترك الرقمي متعدد المنافذ في بدالة الهانف أو بالقرب من مجموعة المستخدمين في الشوارع كموسع الدائرة المغلقة الرقمي

توصل مستخدم خط المشترك الرقمي بالخدمات عن طريق خط المشترك الرقمي متعدد المنافذ

## معدل السرعة والمسافة
كلما بعدت المسافة بين المستخدم وخط المشترك الرقمي متعدد المنافذ، انخفض معدل البيانات المار عبر الكابل والعائد لانخفاض الترددات والذي بدوره عائد إلى التوهين، أو لتفادي المشاكل في حالة استخدام ترددات عالية.
في مايلي مثال لجي.992.5 ADSL2+ وهو يعد أفضل من خط اشتراك رقمي غير متماثل ADSL
- 25 ميغابيت/ثانية لما يقارب  (~300 م)
- 24 ميغابيت/ثانية لما يقارب(~600 م)
- 23 ميغابيت/ثانية لما يقارب(~900 م)
- 22 ميغابيت/ثانية لما يقارب (~1.2 كم)
- 21 ميغابيت/ثانية لما يقارب (~1.5 كم)
- 19 ميغابيت/ثانية لما يقارب (~1.8 كم)
- 16 ميغابيت/ثانية لما يقارب (~2.1 كم)
- 8 ميغابيت/ثانية  لما يقارب (~3 كم)
- 3 ميغابيت/ثانية لما يقارب 4.5 كم)
- 1.5 ميغابيت/ثانية لما يقارب (~5.2 كم)
[بحاجة لمصدر]

## آلية العمل
يتصل مودم خط الاشتراك الرقمي وشبكة الهاتف العامة بواسطة السلك المزدوج المجدول المستخدمة في خطوط الهواتف. عند خط المشترك الرقمي متعدد المنافذ يتم التجميع حبث يتوفر على عدد من البطاقات تتوفر كل واحدة منها على 24 مدخلا يتم ربط الأسلاك المزدوجة على مستواها. قد يخنلف عدد مداخل البطاقات حسب المصنع. تُخبأ داخل صناديق مزودة ب 48 فولط تيار مستمر، تُمرر الكابلات الداخلة والخارجة تحت الأرض